# Santa María del Rosario
Santa María del Rosario är en kommun i Mexiko.   Den ligger i delstaten Oaxaca, i den sydöstra delen av landet, 280 km sydost om huvudstaden Mexico City. Antalet invånare är 480.